# Стари Пављани
Стари Пављани су насељено место у саставу града Бјеловара, у Бјеловарско-билогорској жупанији, Република Хрватска.

## Становништво
На попису становништва 2011. године, Стари Пављани су имали 241 становника.

## Попис1991.
На попису становништва 1991. године, насељено место Стари Пављани је имало 252 становника, следећег националног састава:
| Попис 1991.‍  | Попис 1991.‍  | Попис 1991.‍ | Попис 1991.‍ | Попис 1991.‍ |
| ------------ | ------------ | ----------- | ----------- | ----------- |
|              |              |             |             |             |
| Хрвати       | Хрвати       |             | 154         | 61,11%      |
| Срби         | Срби         |             | 66          | 26,19%      |
| Југословени  | Југословени  |             | 19          | 7,53%       |
| Црногорци    | Црногорци    |             | 3           | 1,19%       |
| Мађари       | Мађари       |             | 1           | 0,39%       |
| неопредељени | неопредељени |             | 7           | 2,77%       |
| непознато    | непознато    |             | 2           | 0,79%       |
| укупно: 252  |              |             |             |             |

## Историја
У селу је живела тровачица Милка Павловић (→ en), рођена у Кокинцу, која је 18. маја 1935. осуђена на смрт због убиства шест особа и покушаја још десет.